# Hoploscopa semifascia
Hoploscopa semifascia là một loài bướm đêm trong họ Crambidae.